# Вјеши (Ријети)
Вјеши је насеље у Италији у округу Ријети, региону Лацио.
Према процени из 2011. у насељу је живело 54 становника. Насеље се налази на надморској висини од 962 м.